# Campionati del mondo di ciclismo su strada 2013 - Cronometro maschile Elite
La cronometro maschile Elite dei Campionati del mondo di ciclismo su strada 2013 è stata corsa il 25 settembre in Italia, da Montecatini Terme e Firenze, su un percorso di 56,8 km. Il tedesco Tony Martin ha vinto la gara con il tempo di 1h05'36" alla media di 51,951 km/h.

## Classifica (Top 10)
| Pos. | Corridore         | Squadra     | Tempo      |
| ---- | ----------------- | ----------- | ---------- |
| 1    | Tony Martin       | Germania    | 1h05'36"65 |
| 2    | Bradley Wiggins   | Regno Unito | a 46"09    |
| 3    | Fabian Cancellara | Svizzera    | a 48"34    |
| 4    | Vasil' Kiryenka   | Bielorussia | a 1'26"01  |
| 5    | Taylor Phinney    | Stati Uniti | a 2'08"00  |
| 6    | Rasmus Quaade     | Danimarca   | a 2'36"33  |
| 7    | Marco Pinotti     | Italia      | a 2'41"92  |
| 8    | Adriano Malori    | Italia      | a 2'51"07  |
| 9    | Gustav Larsson    | Svezia      | a 2'58"47  |
| 10   | Kanstancin Siŭcoŭ | Bielorussia | a 2'59"54  |